# Димитриос Томпроф
Брисел
Димитриос Томпроф (грч. Δημήτριος Τομπρωφ) је грчки атлетичар који је учествова на Олимпијским играма 1896. у Атини. Томпроф је дошао из Смирне данас Измир.
Учествовао је у две атлетске дисциплине, тркама на 800 и 1.500 метара. У трци на 800 метара није било сигурно да ли је стигао као четврти или пети у својој квалификацијској групи и био испред или иза свог земљака Ангелоса Фециса, али то није било важно јер ниједно од та два места нису осигуравала пласман у финале.
Такође и у трци на 1.500 метара није постигао већи успех. Пласирао се у доњем делу групе од 8 такмичара који су учествовали у трци, са непознатим резултатом.